# فارس نامه
فارسنامه (ويعني كتاب كتاب فارس) هو كتاب تاريخ وجغرافيا محلي باللغة الفارسية لإقليم فارس، بلاد فارس، كتب بين عامي 1105 و1116 خلال العصر السلجوقي. وينسب إلى ابن البلخي المجهول، وهو من مواليد فارس وازدهر في القرن الثاني عشر. وكان أجداده من بلخ في خراسان، كما يوحي نسبه. كُلِّف هذا العمل من الحاكم السلجوقي محمد الأول تابار (حكم. 1105–1118).
وبشكل تقريبي، يتألف الثلثان الأوليان من الكتاب من معلومات عن حكام فارس قبل الإسلام، وكذلك الفتح الإسلامي لمحافظة فارس. يتكون الثلث الأخير من العمل من معلومات حول جغرافية المقاطعة.
الطبعة النقدية التي نشرها رينولد أ. نيكلسون وجاي لي سترينج في عام 1921، هي الطبعة القياسية لفارسنامه حتى يومنا هذا.